# Mormaço
Mormaço là một đô thị thuộc bang Rio Grande do Sul, Brasil. Đô thị này có diện tích 146,109 km², dân số năm 2007 là 2578 người, mật độ 17,64 người/km².